# Samantha Davies
Samantha Davies (* 23. August 1974 in Portsmouth) ist eine britische Segelsportlerin und Einhandseglerin.

## Leben
Samantha Davies wurde in Portsmouth, England, als Kind einer Seemannsfamilie geboren. Ihr Großvater war Kapitän eines U-Boots und sie lernte das Laufen auf dem Boot ihrer Eltern. Sie besuchte die Portsmouth High School und studierte danach Maschinenbau am St John’s College in Cambridge und machte dort ihren Abschluss als Ingenieurin.
Sie begann ihre Karriere im Wettkampfsegeln im Alter von 24 Jahren mit ihrer ersten Weltumrundung als Crewmitglied bei der Jules Verne Trophy 1998. Danach zog Davies nach Frankreich, um hier ihrer Leidenschaft, dem Segeln nachzugehen. Sie stieg in die Bootsklasse Mini 6.50. Samantha Davies wurde einer breiteren Öffentlichkeit während der Vendée Globe 2008/2009 bekannt. Bei dieser Regatta belegte sie mit der IMOCA Roxy überraschend den 4. Platz. Sie überquerte zwar als Dritte die Ziellinie, hatte aber gegenüber ihrem Konkurrenten Marc Guillemot, der 48:40 Minuten nach ihr die Ziellinie überquerte, eine Zeitgutschrift von 50 Stunden zu vergeben. Die Zeitgutschrift wurde angewendet, nachdem beide Konkurrenten umgeleitet worden waren, um dem verletzten Skipper Yann Eliès zu helfen, aber Marc Guillemot profitierte schließlich als gewerteter Dritter aufgrund seiner vorderen Position im Rennen von einem größeren Handicap.

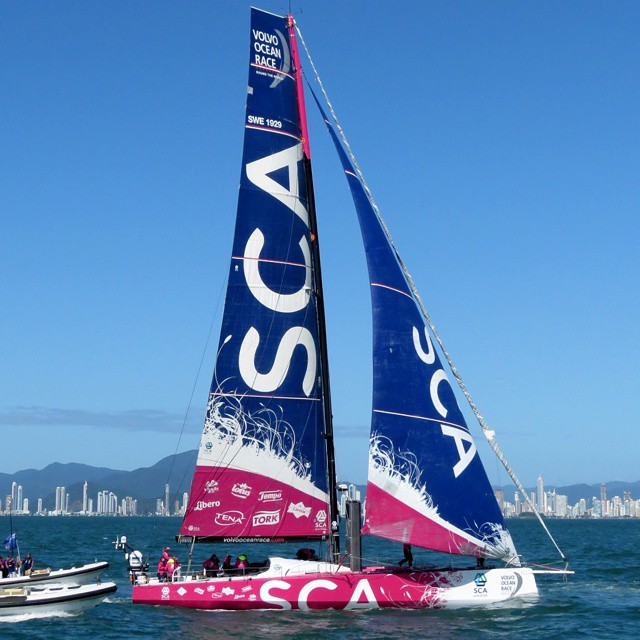
Team SCA, Volvo Ocean Race 2014–2015, Etappe 5

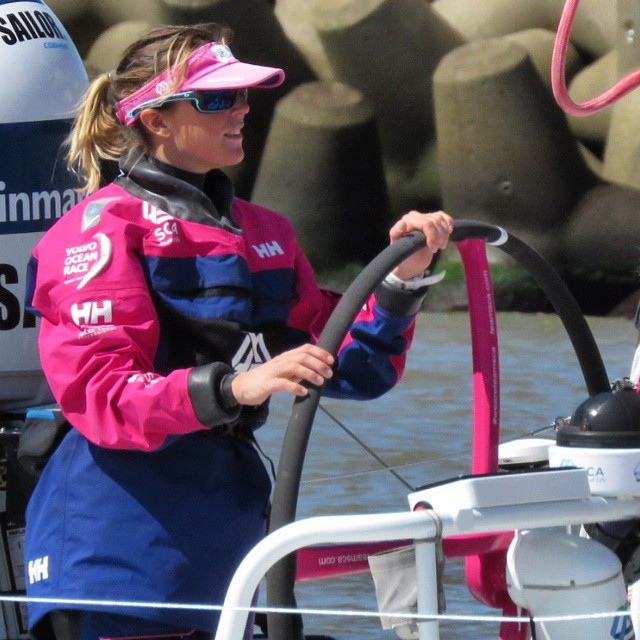
Samantha Davies, Skipper Team SCA

Aufgrund ihrer seglerischen Erfahrung führte sie als Skipperin des Team SCA im Volvo Ocean Race 2014–2015 (heute: The Ocean Race) ein reines Frauenteam im Mannschafts-Rennen um die Welt.
Nach zwei Transat-Jacques-Vabre-Rennen an der Seite von Tanguy de Lamotte wurde Davies 2018 ausgewählt, das Ruder der IMOCA Initiatives-Cœur zu übernehmen. Im Rahmen des Projekts ist sie aktiv an der technischen Entwicklung der roten IMOCA beteiligt. Das Boot trägt die Farben der Stiftung „Mécénat Chirurgie Cardiaque“, die es ermöglicht, Kinder mit Herzfehlern in Frankreich zu operieren, die in ihrem eigenen Land keinen Zugang zu einer qualifizierten Behandlung haben.
Am 8. November 2020 startete das Projekt Initiatives-Cœur zu ihrer dritten Vendée Globe 2020/21, ebenfalls der dritten Teilnahme für Davies. Nachdem die britische Skipperin das Rennen gut begonnen hatte, musste sie am 5. Dezember 2020 vor Kapstadt aufgeben, nachdem eine Kollision mit einem unbekannten Objekt strukturelle Schäden am Kiel ihres Bootes verursacht hatte. Davies gab jedoch nicht auf und beschloss, ihre Weltumrundungsregatta außerhalb der Wertung zu beenden. Sie beendete das Rennen am 28. Februar 2021 und errang damit einen persönlichen Sieg, aber auch einen Sieg für die Sache, die sie mit „Mécénat Chirurgie Cardiaque“ unterstützte, da ihre Reise genügend Geld einbrachte, um 102 Kinder zu retten.
Sie belegte 2021 mit Nicolas Lunven den 5. Platz bei der Transat Jacques Vabre. Im selben Jahr verkaufte sie ihr Boot an Arnaud Boissières und begann mit dem Bau einer neuen IMOCA, immer noch in den Farben von Initiatives-Cœur, im Hinblick auf die nächste Vendée Globe 2024/25, einer IMOCA, die sie am 28. Juli 2022 vom Stapel ließ. Sechs Monate später stand sie am Start der Route du Rhum, wo sie den 28. Platz in der IMOCA-Flotte belegte.
Anfang 2023, während ihr Boot in der Lorient La Base im Winter umgerüstet wurde, rief Paul Meilhat sie an, mit seiner IMOCA Biotherm an einer Etappe des The Ocean Race teilzunehmen. Sie nahm an, unter der Bedingung, dass sie eine Etappe bestreiten würde: Etappe 3, die zwischen Kapstadt und Itajaí. An der Seite erfahrener Skipper erlebte sie das Abenteuer des tiefen Südens mit einer IMOCA-Crew.

## Privatleben
Samantha Davies lebt mit ihrem Sohn Ruben und ihrem Partner, dem französischen Segler Romain Attanasio, im bretonischen Trégunc.

## Regattateilnahmen (Auswahl)
- Vendée Globe
  - 2008–2009: 4. Platz
  - 2012–2013: Mastbruch während des 13. Platzes
  - 2020–2021: Ein Kielschaden erzwang die Reparatur in Kapstadt, danach segelte sie außer Konkurrenz weiter und erreichte Les Sables-d’Olonne am 26. Februar 2021.[3]
  - 2024–2025: 13. Platz[4]
- Transat Jacques Vabre
  - 2003: 6. Platz
  - 2007 und 2011: jeweils 10. Platz
  - 2015 und 2023: jeweils 5. Platz
- Transat AG2R La Mondiale
  - 2004: 5. Platz
  - 2006: 12. Platz
- Solitaire du Figaro
  - 2003 und 2004: jeweils 19. Platz
  - 2005: 22. Platz
- Volvo Ocean Race 2014–2015 Skipperin Team SCA (Frauencrew)
- Rolex Fastnet Race
  - 2015, 2017, 2019, 2021, 2023: jeweils 5. Platz

## Auszeichnungen
- 2022: Ordre national du Mérite (deutsch nationaler Verdienstorden)